# Ніякого милосердя!
Ніякого милосердя! (англ. Show Them No Mercy!) — американська кримінальна драма режисера Джорджа Маршалла 1935 року.

## Сюжет
«Ніякого милосердя!» — назва урядового плану щодо припинення рекету і викрадень.

## У ролях
- Рошелль Гадсон — Лоретта Мартін
- Сесар Ромеро — Тобі
- Брюс Кебот — Пітч
- Едвард Норріс — Джо Мартін
- Едвард Брофі — Баз
- Воррен Гаймер — Гімп
- Герберт Роулінсон — Курт Гансен
- Роберт Глекер — Гас Гансен
- Чарльз С. Вілсон — Кліфорд
- Вільям Б. Девідсон — шеф Гаґґерті
- Френк Конрой — Рід
- Едіт Елліотт — місіс Гансен